# Janvier 1768
Cette page présente les faits marquants du mois de janvier 1768.

## Naissances
- 2 janvier : Jean-Baptiste Estève de Latour (mort le 14 février 1837), général français

- 3 janvier : Henri de Montesquiou-Fézensac (mort le 27 juin 1844), militaire et homme politique français

- 7 janvier :
  - Joseph Bonaparte (mort le 28 juillet 1844), frère aîné de Napoléon
  - René Guiné (mort en 1821), militaire français

- 8 janvier :
  - Henri César Auguste Schwiter (mort le 11 août 1839), général
  - Edme-Antoine Durand (mort le 28 mars 1835), collectionneur français

- 10 janvier : Hugues Nardon (mort en 1812), homme politique français

- 11 janvier : Thomas Ferrero de la Marmora (mort en 1832), noble piémontais

- 12 janvier : Henry W. Livingston (mort le 22 décembre 1810), homme politique américain

- 16 janvier :
  - Louis Fursy Henri Compère (mort le 27 mars 1833), général français
  - Charles Dumoulin (général) (mort le 17 octobre 1847), général français

- 17 janvier :
  - François Mathieu Angot des Rotours (mort le 24 mai 1858), homme politique français
  - Smith Thompson (mort le 18 décembre 1843), homme d'État américain

- 19 janvier : Louis Gaspard Odolant-Desnos (mort le 24 septembre 1807), médecin, historien et homme politique français

- 21 janvier :
  - Pierre-François Godard (mort le 22 juillet 1838), graveur sur bois français
  - Eugène François Orsatelli (mort 12 mai 1811), colonel français de la Révolution et de l’Empire
  - Vincent Marcel Deconchy (mort le 26 août 1823), général français

- 23 janvier : André Adrien Joseph de La Bruyère (mort le 3 décembre 1808), général français de la Révolution et de l’Empire

- 25 janvier :
  - Pierre François Bauduin (mort le 18 juin 1815), général français
  - Justus Erich Walbaum (mort le 21 juin 1839),
  - Jules de Courtarvel (mort le 1er juillet 1841), militaire et homme politique
  - Jean Hector Legros (mort le 5 novembre 1837), général

- 27 janvier : Jacques Jomard (mort le 21 janvier 1817), général français

- 28 janvier :
  - Frédéric VI de Danemark (mort le 3 décembre 1839), prince de Danemark
  - Jean Lefebvre de Cheverus (mort le 19 juillet 1836), cardinal français

- 29 janvier : Paul Grenier (mort le 19 avril 1827), général de la Révolution française et de l’Empire.

- 30 janvier : Laurent-Marie Janet (mort le 20 septembre 1841), homme politique

- 31 janvier : Jean-Antoine Ozun (mort le 26 mai 1802), homme politique et préfet

## Décès
- 1er janvier :
  - Jean II Restout (né le 26 mars 1692), peintre rococo français
  - William Rowley (amiral) (né vers 1690), officier de marine et homme politique britannique
  - Joannes Laurentius Krafft (né le 10 novembre 1694), graveur et un rhétoricien, écrivant en néerlandais et en français

- 10 janvier : Charles Cressent (né le 16 décembre 1685), maître ébéniste français

- 13 janvier : 
  - Joseph-Simonius Assemani (né le 27 août 1687), ecclésiastique et savant orientaliste
  - Pierre-Gabriel Buffardin (né le 29 juin 1689), flûtiste français

- 14 janvier : Marie-Thérèse Scherrer (née le 23 février 1708), religieuse catholique

- 18 janvier :
  - René Pichot de la Graverie (né le 6 septembre 1690), magistrat et juriste français
  - Samuel Fludyer (né en 1704), commerçant et un banquier

- 29 janvier : John Martyn (né le 12 septembre 1699), botaniste britannique

## Autres événements
- 1er janvier : Création de l'ordre du Lion de Bavière